# Carlo Borromeo
Carlo Borromeo (født 2. oktober 1538, død 3. november 1584) var en italiensk greve og kardinal, ærkebiskop af Milano. 
Borromeo fødtes på slottet i Arona ved den sydlige ende af Lago Maggiore, han studerede retsvidenskab i Pavia, men ville være præst. Da hans morbror 1559 blev pave (Pius IV), blev han apostolsk protonotar, referendar og 22 år gammel kardinal og ærkebiskop i Milano uden dog at blive præsteviet, fordi familien ville have ham gift. Men i 1562 kastede han familiens åg af sig og lod sig præstevie. 
Nu havde han kun tanke for at vinde tilbage til romerkirken, hvad reformationen havde taget. Han var leder af den pavelige politik under Pius IV og Tridentinerkonciliet fik han bragt til afslutning. Sit ærkestift fik han reformeret, til dels ved jesuitternes hjælp, så det blev til en mønsterkirke, og da han der havde skabt en hær af præster og munke, sendte han dem ind i Schweiz for at omvende protestanter, dels med det gode, dels ved inkvisitionens hjælp. 
Borromeo var stor i sin tro og ubetinget i sin hengivenhed, og sit liv satte han ind på at hjælpe de nødlidende.

## Hæder efter døden
Carlo Borromeo blev helgenkåret i 1610.
På en høj ved Lago Maggiore ved Arona står en kolossal bronzestatue af Borromeo, Gigantstatuen Carlo Borromeo. Statuen er af Giovanni Battista Crespi, er 23 m høj og står på en 12 m høj sokkel. Det er muligt at komme op indvendigt i statuen og kigge ud gennem kæmpens øjne eller næsebor.
Den kendte barokkirke Karlskirche i Wien er navngivet til ære for Carlo Borromeo.